# Michał Lubomirski
Ne doit pas être confondu avec Aleksander Michał Lubomirski.
Michał Lubomirski (1752–1825) membre de la noble Famille Lubomirski, gouverneur du Grand Orient de Pologne. Il fut lieutenant-général pendant la guerre russo-polonaise de 1792.

## Biographie
Fils de Stanisław Lubomirski (1704–1793), voïvode de Bracław et de Kiev et de Ludwika Honorata Pociej
Colonel de l'armée royale en 1776. En 1784 il est fait chevalier de l'ordre de Saint-Stanislas. Nommé major-général en 1785, il reçoit l'ordre de Saint-Hubert en 1788. Il est nommé lieutenant-général et reçoit l'ordre de l'Aigle blanc, en 1790.
En 1792, pendant la guerre russo-polonaise de 1792, pour avoir livré le train de l'armée polonaise à l'armée russe, le roi Stanislas Poniatowski le déchoit pour trahison.